# Iowa Falls
Iowa Falls é uma cidade localizada no estado americano de Iowa, no Condado de Hardin.

## Demografia
Segundo o censo americano de 2000, a sua população era de 5193 habitantes.
Em 2006, foi estimada uma população de 5059, um decréscimo de 134 (-2.6%).

## Geografia
De acordo com o United States Census Bureau tem uma área de
13,1 km², dos quais 12,9 km² cobertos por terra e 0,2 km² cobertos por água.

## Localidades na vizinhança
O diagrama seguinte representa as localidades num raio de 20 km ao redor de Iowa Falls.